# Distretto di Nandurbar
Il distretto di Nandurbar è un distretto del Maharashtra, in India, di 1 309 135 abitanti. È situato nella divisione di Nashik e il suo capoluogo è Nandurbar.